# コスモポリタン製菓
有限会社コスモポリタン製菓（コスモポリタンせいか）は神戸市中央区に本店があった老舗洋菓子メーカー。同名の菓子店を運営していた。モロゾフと同じくヴァレンティン・フョードロヴィチ・モロゾフによって創業され、ロシア菓子を扱った。2006年8月15日をもって閉業（廃業）した。
メリーチョコレートカムパニーとともに、日本にバレンタインデーにチョコレートを送る習慣を導入した会社の一つといわれる。

## 略歴
- 1926年、ロシア革命から逃れるため日本に亡命したフョードル・ドミトリエヴィチ・モロゾフが神戸市のトアロードにロシア菓子店「モロゾフ洋菓子店」を開店。
- 1931年、「神戸モロゾフ製菓株式会社」として株式会社化。フョードルが同社の取締役となる。
- 1941年、共同出資者と対立し、法的紛争に発展。和解が成立するがモロゾフの名を使っての営業ができなくなり、フョードルの子ヴァレンティン・フョードロヴィチ・モロゾフが「バレンタイン製菓店」を立ち上げる。
- 1945年、神戸大空襲により、店舗を焼失。
- 同年の終戦後、ヴァレンティンが菓子店「コスモポリタン」（後のコスモポリタン製菓）を開く。
- 1986年、ポートアイランドに本社工場を建設。
- 1999年、開業以来の最高益を記録。
- 2006年、業務不振を理由として廃業。

## 店舗
- 神戸本店（神戸市中央区三宮町一丁目）
- 銀座店（東京都中央区銀座八丁目）
- 心斎橋店
- 堺筋店